# Карен Асрян
Карен Асрян е арменски шахматист, гросмайстор от 1998 г.

## Биография
През 1996 г. става световен вицешампион при юношите до 16 години. Шампион е на Армения три пъти – 1999, 2007 и 2008.
През 2001 г. завършва Арменския държавен институт по физическа култура.
На 9 юни 2008 г. умира в Ереван на възраст от 28 години. Като причина за смъртта му е посочен сърдечен удар. За преждевременната кончина на младия гросмайстор официално е съобщено от Смбат Лпутян. В памет на Асрян турнирът „Шахматни гиганти“ започва с едноминутно мълчание, а по-късно е преименуван на „Мемориал Карен Асрян“.

## Турнирни резултати
- 1998 –  Минск (1 – 2-ро място с Владимир Малахов)
- 2001 –  Дубай (1-во място)
- 2004 –  Степанакерт (1-во място)
- 2004 –  Ханкенди (2 – 4-то място на турнира „Мемориал Тигран Петросян“)
- 2007 –  Абу Даби (2 – 5-о място)

## Отборни прояви

### Шахматна олимпиада
Участва на пет шахматни олимпиади. Изиграва 46 партии, като печели 17 и завършва реми в 25. Средната му успеваемост е 64,1 процента. Не среща за опоненти български гросмайстори, въпреки че през 2000 г. отборът му играе срещу България. Носител е на златен индивидуален медал от 1996 г.
| Година | Организатор | Отбор      | Класиране (отборно) | Дъска         |
| 1996   | Ереван      | Армения II | 50                  | Първа резерва |
| 1998   | Елиста      | Армения    | 16                  | Първа резерва |
| 2000   | Истанбул    | Армения    | 17                  | Първа резерва |
| 2002   | Блед        | Армения    | 3                   | Трета         |
| 2006   | Торино      | Армения    | 1                   | Трета         |

### Световно отборно първенство по шахмат
Асрян записва две участия на световното отборно първенство по шахмат. Изиграва 10 партии – 2 победи и 8 ремита. Средната му успеваемост е точно 60 процента. Носител е на златен индивидуален медал от 2005 г.
| Година | Организатор | Отбор   | Класиране (отборно) | Дъска    |
| 2001   | Ереван      | Армения | 3                   | Четвърта |
| 2005   | Беер Шева   | Армения | 3                   | Трета    |